# Ibrahima Diallo (calciatore 1999)
Ibrahima Diallo (Tours, 8 marzo 1999) è un calciatore francese, centrocampista dell'Al-Duhail.

## Caratteristiche tecniche
È un centrocampista centrale.

## Carriera

### Club
Cresciuto nelle giovanili del Monaco, nell'estate del 2018 passò al Brest, militante in Ligue 2. Dopo aver disputato 28 incontri nella stagione 2018-2019, l'8 luglio 2019 passò a titolo definitivo dal Monaco al Brest.
Dopo un'altra stagione in Bretagna, il 4 ottobre 2020 passò a titolo definitivo agli inglesi del Southampton, firmando un contratto quadriennale. 

### Nazionale
Con la nazionale Under-20 francese ha preso parte al campionato mondiale di calcio Under-20 2019.

## Statistiche

### Presenze e reti nei club
Statistiche aggiornate al 12 gennaio 2023.
| Stagione           | Squadra            | Campionato         | Campionato | Campionato | Coppe nazionali | Coppe nazionali | Coppe nazionali | Coppe continentali | Coppe continentali | Coppe continentali | Altre coppe | Altre coppe | Altre coppe | Totale | Totale | Totale |
| Stagione           | Squadra            | Comp               | Pres       | Reti       | Comp            | Pres            | Reti            | Comp               | Pres               | Reti               | Comp        | Pres        | Reti        | Pres   | Reti   |        |
| ------------------ | ------------------ | ------------------ | ---------- | ---------- | --------------- | --------------- | --------------- | ------------------ | ------------------ | ------------------ | ----------- | ----------- | ----------- | ------ | ------ | ------ |
| 2017-2018          | Monaco 2           | N2                 | 18         | 0          | -               | -               | -               | -                  | -                  | -                  | -           | -           | -           | 18     | 0      |        |
| 2018-2019          | Brest              | L2                 | 23         | 0          | CF+CdL          | 3+2             | 0               | -                  | -                  | -                  | -           | -           | -           | 28     | 0      |        |
| 2019-2020          | Brest              | L1                 | 19         | 0          | CF+CdL          | 1+2             | 0               | -                  | -                  | -                  | -           | -           | -           | 22     | 0      |        |
| lug.-ott. 2020     | Brest              | L1                 | 5          | 0          | CF              | 0               | 0               | -                  | -                  | -                  | -           | -           | -           | 5      | 0      |        |
| Totale Brest       | Totale Brest       | Totale Brest       | 47         | 0          |                 | 8               | 0               |                    | -                  | -                  |             | -           | -           | 55     | 0      |        |
| 2018-2019          | Brest 2            | N3                 | 3          | 0          | -               | -               | -               | -                  | -                  | -                  | -           | -           | -           | 3      | 0      |        |
| ott. 2020-2021     | Southampton        | PL                 | 22         | 0          | FACup+CdL       | 4+0             | 0               | -                  | -                  | -                  | -           | -           | -           | 26     | 0      |        |
| 2021-2022          | Southampton        | PL                 | 23         | 0          | FACup+CdL       | 4+3             | 1+0             | -                  | -                  | -                  | -           | -           | -           | 30     | 1      |        |
| 2022-2023          | Southampton        | PL                 | 10         | 0          | FACup+CdL       | 1+3             | 0               | -                  | -                  | -                  | -           | -           | -           | 14     | 0      |        |
| Totale Southampton | Totale Southampton | Totale Southampton | 55         | 0          |                 | 15              | 1               |                    | -                  | -                  |             | -           | -           | 70     | 1      |        |
| Totale carriera    | Totale carriera    | Totale carriera    | 123        | 0          |                 | 23              | 1               |                    | -                  | -                  |             | -           | -           | 145    | 1      |        |